# Feliks Wąsik
Feliks Wąsik (ur. 3 października 1930 w Kolbuszowej Górnej, zm. 2002) – polski lekarz dermatolog, profesor, nauczyciel akademicki, przewodniczący dolnośląskiego oddziału Polskiego Towarzystwa Dermatologicznego. W latach 1977–2001 kierownik Katedry i Kliniki Dermatologii i Wenerologii Akademii Medycznej we Wrocławiu, a w latach 1987–1990 prorektor ds. dydaktyki tej uczelni. Autor podręcznika "Atlas chorób skóry" oraz "Zarys Dermatologii Klinicznej". Za pracę zawodową otrzymał  Krzyż Kawalerski i Krzyż Oficerski Orderu Odrodzenia Polski, Medal Komisji Edukacji Narodowej.
Został pochowany na cmentarzu św. Wawrzyńca przy ul. Bujwida we Wrocławiu.

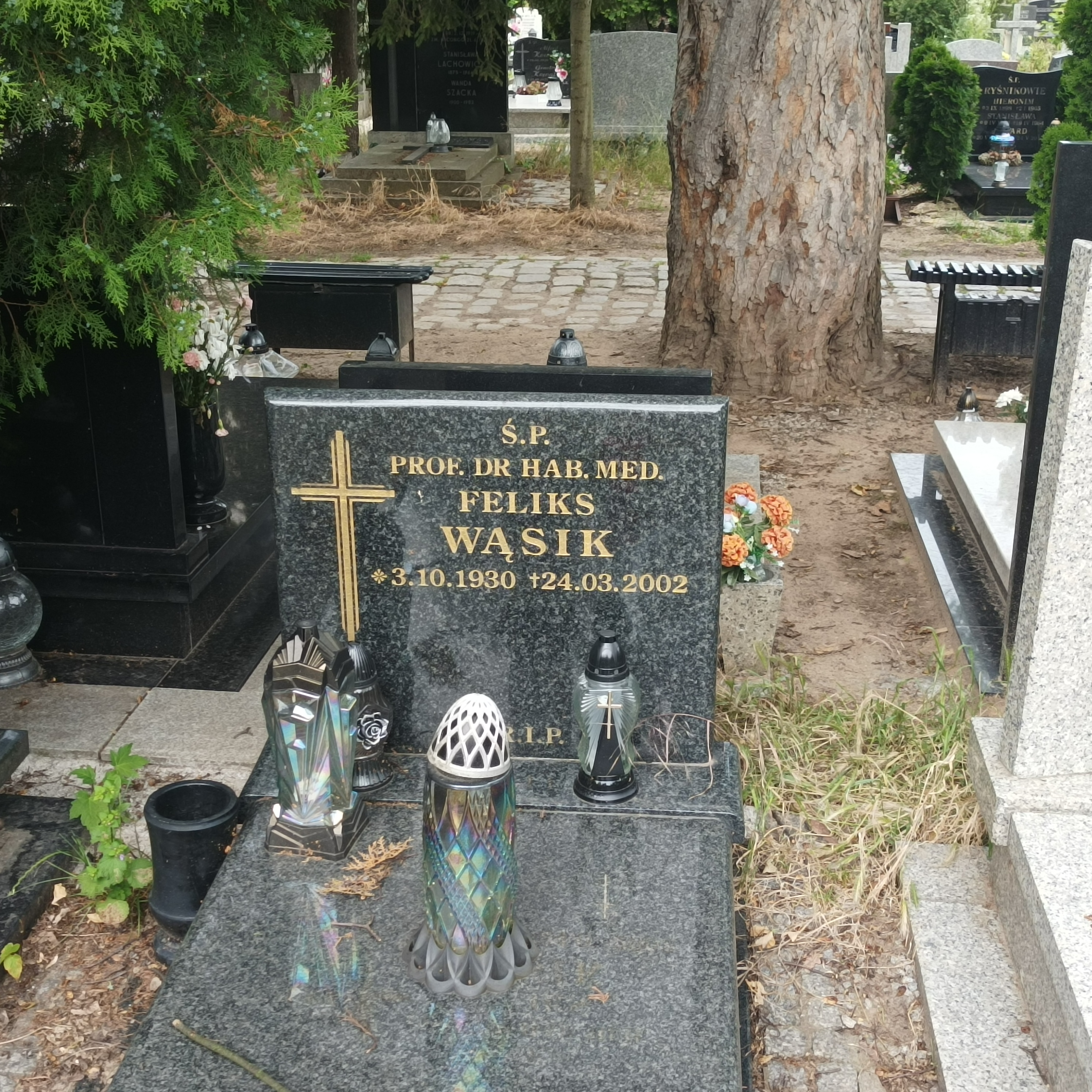
Grób prof. Feliksa Wąsika na Cmentarzu Świętego Warzyńca we Wrocławiu